# 呂爵安
呂 爵安（イーダン・ルイ、Edan Lui、1997年1月21日 - ）は、香港出身の歌手、俳優、タレント。男性アイドルグループ・MIRRORのメンバー。愛称は兒登、E先生。

## 来歴
2015年、可風中學卒業。
2018年、香港大学BBA(IS)在学中にViuTVのアイドル選抜番組Good Night Show 全民造星に参加し、第8位を獲得した。これを機に同じ選抜番組に参加した出場者とMIRRORを結成し、同年11月3日にデビューした。
2019年、香港大学経営管理・経済学部卒業。
2021年1月、作曲に参加した『E先生 連環不幸事件』でソロデビュー。

## 経歴

### 歌手業
2021年1月27日、作曲に参加した『E先生 連環不幸事件』でソロデビューを果たす。ミュージックビデオはYouTubeで投稿してから1日で20万件以上のヒットを記録し、2日間もたたないうちにYouTube急上昇総合ランキング1位を獲得した。
ソロデビュー1年目に2021年度叱咤樂壇流行榜頒獎典禮で男子新人賞銀賞を受賞。
2023年8月25〜27日に香港でソロコンサート『EDAN LUI “IN MY SIGHT OF E” SOLO CONCERT 2023』を行った。

### 俳優業
2021年6月、連続ドラマ初主演となる『おっさんずラブ』のリメイク版『大叔的愛』では主人公の田一雄 役(春田創一 役)を務めた。『大叔的愛』の最高視聴率は8.7％を記録、ViuTVドラマ部門で同局開局以来の最高視聴率を樹立した。 同ドラマは2021年8月21日より「TELASA（テラサ）」、「テレ朝動画」で配信開始。2021年10月に「テレ朝チャンネル1」で放送。 
2022年、映画『闔家辣』で映画初主演。

## 人物
デビュー以来、グループ活動をはじめ、ViuTVのドラマや番組で活躍。
ドラマ『男排女將』やバラエティ番組『膠戰』ではお笑い担当として知られている。
メンバーカラーは灰色。ファンは「爵屎（ジャシ）」 と呼ばれる。
小学校時代に、テコンドーで黒帯を取得。
幼い頃からヴァイオリンとピアノを習い始め、両方とも英国王立音楽検定でグレード8に合格。

## 出演

### 映画
太字は日本での劇場公開作品
| 年代     | 邦題 原題/英題                                        | 役名                  | 備考                                                         |
| -------- | ----------------------------------------------------- | --------------------- | ------------------------------------------------------------ |
| 2022     | （日本未公開） 闔家辣                                 | Coba                  |                                                              |
| 2022     | 香港ファミリー 過時·過節 Hong Kong Family             | 陽                    | 第18回大阪アジアン映画祭で上映                               |
| 2023     | 四十四にして死屍死す 死屍死時四十四 Over My Dead Body | 張子儀                | 第18回大阪アジアン映画祭で上映 ABCテレビにて放映(近畿圏のみ) |
| 2024     | 盗月者 トウゲツシャ 盜月者 The Moon Thieves           | マー (馬文舜（馬生）) | 第19回大阪アジアン映画祭で上映 2024年11月22日劇場公開        |
| 2024     | （日本未公開） 12怪盜 We 12                           | 怪盜Edan              |                                                              |
| 公開待ち | 法迷藏                                                |                       |                                                              |

### 吹き替え
2021年
- 反轉方舟動物園（Ooops! 2 - Land in Sicht) - Finny 役

2023年
- 非常貓狗反轉武林（ハンクの肉球大決戦） - ハンク 役

### ドラマ
2019年
- 娛樂風雲 - 陳永（Forever）役
- 黑市 - 周鎮東 役（第1話）
- 黑市 - 馬騮 役（第18話）

2020年
- 男排女將 - 楊洋（阿神）役

2021年
- 大叔的愛（香港版おっさんずラブ） - 田一雄（田田 - ティンティン）役

2022年
- i.swim - 李馬榮（榮仔）役

- 季前賽 - 關浩德 役

2023年
- 社內相親 -  章成勳 役

### バラエティ
2018年
- Good Night Show Mirror Go

2019年
- Mirror Go
- 臺灣文西 Only You
- 全民造星II
- Mirror 成軍一週年

2020年
- 今晚瞓酒店
- The Club X MOOV激安百貨
- 膠戰

2021年
- 膠戰新春SP
- 考有Feel（司会者）
- ViuTV 5周年：繼續向前
- 調教你MIRROR
- 膠戰S2

2022年
- 膠戰SSP

2023年
- 膠戰S3
- Mirror+

- Mirror Time

### ラジオ
2019年
- MIRROR頻道

## 音楽作品
| 公開日          | 曲                                             | 収録アルバム |                                   |
| --------------- | ---------------------------------------------- | ------------ | --------------------------------- |
| 2018年11月25日  | 一秒間                                         | One and All  | MIRROR                            |
| 2019年1月13日   | ASAP                                           | One and All  | MIRROR                            |
| 2019年4月27日   | 破鏡                                           | One and All  | MIRROR                            |
| 2019年12月17日  | Reflection                                     | One and All  | MIRROR                            |
| 2020年6月19日   | IGNITED (Too Hot To Handle Version)            | 未収録       | MIRROR                            |
| 2020年7月15日   | IGNITED                                        | One and All  | MIRROR                            |
| 2020年11月3日   | ONE AND ALL                                    | One and All  | MIRROR                            |
| 2021年1月27日   | E先生 連環不幸事件                             | 未収録       | ソロ                              |
| 2021年3月26日   | WARRIOR                                        | 未収録       | MIRROR                            |
| 2021年5月17日   | The Beautiful Game                             | 未収録       | MIRROR                            |
| 2021年6月9日    | BOSS                                           | 未収録       | MIRROR                            |
| 2021年6月25日   | 突如其來的心跳感覺（ドラマ『大叔的愛』 主題歌) | 未収録       | feat.アンソン・ロー               |
| 2021年7月23日   | 小諧星                                         | 未収録       | ソロ                              |
| 2021年10月6日   | My Apple Pie                                   | 未収録       | ソロ                              |
| 2021年11月3日   | All In One                                     | 未収録       | MIRROR                            |
| 2021年11月19日  | 一表人才(広東語)／年青有為(マンダリン)         | 未収録       | feat.ケニー・クー                 |
| 2021年12月22日  | 12                                             | 未収録       | MIRROR                            |
| 2022年1月9日    | 膠on!（バラエティ『膠戰S2』主題歌）            | 未収録       | 6膠                               |
| 2022年2月9日    | 辣到出汁（映画『闔家辣』主題歌）               | 未収録       | ジジ・リョン、サンドラ・ン        |
| 2022年4月1日    | Elevator                                       | 未収録       | ソロ                              |
| 2022年4月25日   | Innerspace                                     | 未収録       | MIRROR                            |
| 2022年6月22日   | 飄流教室                                       | 未収録       | Leo Ku                            |
| 2022年7月13日   | I SWIM (ドラマ『I SWIM』主題歌)                | 未収録       | ソロ                              |
| 2022年7月17日   | 金人(第40回香港電影金像奨テーマソング)         | 未収録       | MIRROR                            |
| 2022年7月22日   | WE ARE                                         | 未収録       | MIRROR                            |
| 2022年10月10日  | We All Are                                     | 未収録       | MIRROR                            |
| 2022年11月8日   | 攀上天梯的螞蟻(映画『過時·過節』主題歌）       | 未収録       | ソロ                              |
| 2022年11月1日   | 痴漢之歌（ドラマ『季前賽』間奏曲)              | 未収録       | feat.姜濤 Stanley 肥仔 193 張繼聰 |
| 2022年12月31日  | LOVERSE                                        | 未収録       | ソロ                              |
| 2023年5月8日    | ChatMrE                                        | 未収録       | ソロ                              |
| 2023年3月17日   | Rumours                                        | 未収録       | MIRROR                            |
| 2023年6月23日   | Sheesh                                         | 未収録       | MIRROR                            |
| 2023年7月7日    | 我們都是別人口中的壞人                         | 未収録       | feat.陳零九                       |
| 2023年7月18日   | E先生 愛人執照                                 | 未収録       | ソロ                              |
| 2023年8月22日   | Again!                                         | 未収録       | ソロ                              |
| 2023年8月23日   | 霸道總裁                                       | 未収録       | ソロ                              |
| 2023年10月13日  | Catch a vibe                                   | 未収録       | MIRROR                            |
| 2023年11月 23日 | 你的黑馬                                       |              |                                   |
| 2023年11月 27日 | 我與你的差距                                   |              |                                   |
| 2024年1月 2日   | Rocketstars                                    |              | MIRROR                            |
| 2024年4月 1日   | 油麻地莎士比亞                                 |              | ソロ                              |
| 2024年4月 10日  | Day 0                                          |              | MIRROR                            |

## ライブ
2018年12月21日
- 2018 THE FIRST MIRROR LIVE CONCERT

2021年5月6 - 11日
- MIRROR "ONE & ALL" LIVE 2021

2022年7月25 - 28日
- MIRROR.WE.ARE LIVE CONCERT 2022

EDAN LUI “IN MY SIGHT OF E” SOLO CONCERT 2023
2023年8月25 - 27日
MIRROR FEEL THE PASSION CONCERT TOUR 2024
- 香港 2024年1月15日 - 2月3日
- 英国 2024年3月12日 - 3月14日
- 米国 2024年4月5日 - 4月13日
- カナダ 2024年4月17日
- シンガポール 2024年5月1日
- マカオ 2024年5月16日 - 5月19日